# Little Valentine River
Little Valentine River är ett vattendrag i Kanada.   Det ligger i provinsen Ontario, i den sydöstra delen av landet, 800 km nordväst om huvudstaden Ottawa.
I omgivningarna runt Little Valentine River växer i huvudsak blandskog. Trakten runt Little Valentine River är nära nog obefolkad, med mindre än två invånare per kvadratkilometer.